# シュピーゼン＝エルヴェルスベルク
シュピーゼン＝エルフェルスベルク (独: Spiesen-Elversberg) はドイツ連邦共和国ザールラント州ノインキルヒェン郡にある町村。
ノインキルヒェンの南西約4km、ザールブリュッケンの北東約15kmにある。